# S/2003 J 2
S/2003 J 2 je prirodni satelit planeta Jupiter, otkriven 2003. godine. Retrogradni nepravilni satelit s oko 2 kilometra u promjeru i orbitalnim periodom od 1077.018 dana.